# Dominick Browne, 4. Baron Oranmore and Browne
Dominick Geoffrey Edward Browne, 4. Baron Oranmore and Browne, 2. Baron Mereworth (* 21. Oktober 1901 in Dublin, Vereinigtes Königreich Großbritannien und Irland; † 7. August 2002) war ein britisch-irischer Adliger und Politiker der Conservative Party. Zum Zeitpunkt seines Todes war er der dienstälteste Peer und Parlamentsabgeordnete des Vereinigten Königreichs.

## Leben
Er war der älteste Sohn von Geoffrey Henry Browne, 3. Baron Oranmore and Browne, und Lady Olwen Verena Ponsonby, Tochter von Edward Ponsonby, 8. Earl of Bessborough. Er wurde in Eton College und Christ Church, Oxford erzogen, bevor er in die Grenadier Guards eintrat.
1927 folgte er seinem Vater, der bei einem Autounfall in Southborough, Kent getötet wurde, auf den Sitz im House of Lords als 2. Baron Mereworth in der Peerage of the United Kingdom. Der ältere Titel des 4. Baron Oranmore and Browne in der Peerage of Ireland war nicht mit einem Sitz im House of Lords verbunden. Lord Oranmore and Browne saß 72 Jahre lang im Oberhaus, länger als jeder andere Peer und er hielt während dieser langen Zeit niemals eine Parlamentsrede.
1930 wurde die englische Residenz der Familie, Mereworth Castle, verkauft und Lord Oranmore and Browne zog in seinen irischen Sitz um. Auf Castle MacGarrett im County Mayo mit einer Fläche von 12 km² und mit 150 Angestellten hatte der Lord die Möglichkeit, Rennpferde zu züchten. Lord Oranmore and Browne war auch aktiver Pilot.
In den frühen 1950er-Jahren wurde das Schloss von der Irish Land Commission übernommen und in ein Pflegeheim umgewandelt. Von da an lebte er in London.

### Ehen und Nachkommen
Er war drei Mal verheiratet. In erster Ehe heiratete er 1925 Mildred Helen Egerton, Tochter des Hon. Thomas Henry Frederick Egerton der Earls of Ellesmere und Lady Bertha Anson der Earls of Lichfield. Die Ehe, die 1936 geschieden wurde, brachte fünf Kinder hervor:
- Hon. Patricia Helen Browne, (* 16. Februar 1926)
- Hon. Brigid Verena Browne, (* 25. Dezember 1927; †. 3. Januar 1941)
- Dominick Geoffrey Thomas Browne (* 1. Juli 1929), jetzt 5. Baron Oranmore and Browne
- Hon. Martin Michael Dominick Browne (* 27. Oktober 1931)
- Hon. Judith Browne (* 23. September 1934)

In zweiter Ehe heiratete er 1936 Oonagh Guinness, Tochter von Ernest Guinness und eine Erbin des Brauereiimperiums. Die Ehe wurde 1950 aufgelöst. Kinder aus dieser Verbindung sind:
- Hon. Garech Domnagh Browne (* 25. Juni 1939)
- ein nicht getaufter Sohn (* 28. Dezember 1943; † 30. Dezember 1943)
- Hon. Tara Browne (* 4. März 1945, † 18. Dezember 1966 bei einem Autounfall)

In dritter Ehe heiratete er 1951 Constance Stevens, einer Schauspielerin mit dem Künstlernamen Sally Gray. Die Ehe blieb kinderlos.